# 昭島市
昭島市（あきしまし）は、東京都多摩地域中部に位置する市。人口は約11万人。

## 地理

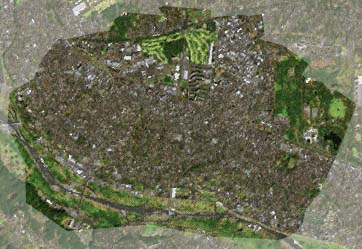
昭島市域のランドサット衛星写真

### 位置
東京都心より約35キロメートル西の多摩川の左岸に位置しており、市北部には玉川上水が流れている。
また、市の南を流れる多摩川に向かって市域が全体的に北西から南東へ向かって緩やかに傾斜している。市域の標高は、最高地点で海抜170.72 m、最低地点で76.68 mとなっている。（河川部分は除く）
市の東西を貫くJR青梅線の線路を境として、北部では団地、工業地、ゴルフ場、国営昭和記念公園の敷地などが大きな面積を占める。
それに対し南部では主として住宅地の占める割合が大きい。しかし、最南部である多摩川の河岸付近地域には団地や学校が比較的多く存在している。

### 地形

#### 河川
主な川
- 多摩川 - 多摩川流域は太平洋戦争後の砂礫大量採取によって、牛群地形という珍しい地形が出現している箇所が存在する。
- 残堀川
- 玉川上水
- 昭和用水

### 地域

#### 町名
昭島市では、一部の区域で住居表示に関する法律に基づく住居表示が実施されている（JR青梅線より南側の全部と同以北の一部）。住居表示実施前の町名等欄で下線がある町名はその全部、それ以外はその一部である。

##### 昭島市役所管内
| 町名               | 町区域新設年月日 | 住居表示実施年月日 | 住居表示実施前の町名等                                         |
| ------------------ | ---------------- | ------------------ | -------------------------------------------------------------- |
| もくせいの杜一丁目 | 2016年4月1日     | 2016年4月1日       | 郷地町、福島町、築地町                                         |
| もくせいの杜二丁目 | 2016年4月1日     | 2016年4月1日       | 福島町、築地町、中神町                                         |
| もくせいの杜三丁目 | 2016年4月1日     | 2016年4月1日       | 郷地町、福島町                                                 |
| 東町一丁目         | 1966年5月1日     | 1966年5月1日       | 郷地町字南武蔵野・字北原                                       |
| 東町二丁目         | 1966年5月1日     | 1966年5月1日       | 郷地町字南武蔵野・字北原、福島町字東原・字砂川道下・字東野道下 |
| 東町三丁目         | 1966年5月1日     | 1966年5月1日       | 郷地町字東原・字西原・字宅地続                                 |
| 東町四丁目         | 1966年5月1日     | 1966年5月1日       | 郷地町字北原・字東原・字西原                                   |
| 東町五丁目         | 1966年5月1日     | 1966年5月1日       | 郷地町字北原・字西原、福島町字東原                             |
| 郷地町一丁目       | 1985年8月1日     | 1985年8月1日       | 郷地町                                                         |
| 郷地町二丁目       | 1985年8月1日     | 1985年8月1日       | 郷地町、福島町                                                 |
| 郷地町三丁目       | 1985年8月1日     | 1985年8月1日       | 郷地町、福島町                                                 |
| 武蔵野二丁目       | 1987年8月1日     | 1987年8月1日       | 中神町、宮沢町、大神町、上川原町                               |
| 武蔵野三丁目       | 1987年8月1日     | 1987年8月1日       | 中神町、宮沢町、大神町、上川原町                               |
| 玉川町一丁目       | 1965年5月1日     | 1965年5月1日       | 福島町字西野道上・字砂川道上、築地町字仲平                     |
| 玉川町二丁目       | 1965年5月1日     | 1965年5月1日       | 築地町字仲平、中神町字東新畑                                   |
| 玉川町三丁目       | 1965年5月1日     | 1965年5月1日       | 福島町字堀込・字野水、築地町字和田、中神町字東通               |
| 玉川町四丁目       | 1965年5月1日     | 1965年5月1日       | 福島町字堀込、築地町字中原、中神町字東薄地台                   |
| 玉川町五丁目       | 1965年5月1日     | 1965年5月1日       | 福島町字堀込、築地町字中原・字和田、中神町字東通・字東薄地台   |
| 福島町一丁目       | 1986年8月1日     | 1986年8月1日       | 福島町、郷地町                                                 |
| 福島町二丁目       | 1986年8月1日     | 1986年8月1日       | 福島町、築地町、中神町                                         |
| 福島町三丁目       | 1986年8月1日     | 1986年8月1日       | 福島町、築地町、中神町                                         |
| 朝日町一丁目       | 1965年5月1日     | 1965年5月1日       | 築地町字仲平、中神町字中新畑                                   |
| 朝日町二丁目       | 1965年5月1日     | 1965年5月1日       | 中神町字西新畑、宮沢町字上ノ原                                 |
| 朝日町三丁目       | 1965年5月1日     | 1965年5月1日       | 中神町字東薄地台・字西薄地台                                   |
| 朝日町四丁目       | 1965年5月1日     | 1965年5月1日       | 築地町字横道、中神町字西通・字西薄地台、宮沢町字ハケ下         |
| 朝日町五丁目       | 1965年5月1日     | 1965年5月1日       | 築地町字中原、中神町字西通・字中通・字西薄地台                 |
| 中神町一丁目       | 1992年8月1日     | 1992年8月1日       | 中神町、築地町                                                 |
| 中神町二丁目       | 1992年8月1日     | 1992年8月1日       | 中神町、築地町、宮沢町                                         |
| 中神町三丁目       | 1992年8月1日     | 1992年8月1日       | 中神町、築地町、宮沢町、福島町                                 |
| 宮沢町一丁目       | 1993年8月1日     | 1993年8月1日       | 宮沢町、大神町、築地町                                         |
| 宮沢町二丁目       | 1993年8月1日     | 1993年8月1日       | 宮沢町、大神町、中神町、築地町                                 |
| 宮沢町三丁目       | 1993年8月1日     | 1993年8月1日       | 宮沢町、大神町、中神町、築地町                                 |
| つつじが丘一丁目   | 1980年8月1日     | 1980年8月1日       | 大神町、上川原町、田中町、拝島町                               |
| つつじが丘一丁目   | 1980年8月1日     | 1987年8月1日       | 上川原町、拝島町                                               |
| つつじが丘二丁目   | 1980年8月1日     | 1980年8月1日       | 宮沢町、大神町、上川原町、田中町、拝島町                       |
| つつじが丘三丁目   | 1980年8月1日     | 1980年8月1日       | 宮沢町、大神町                                                 |
| 美堀町一丁目       | 1988年8月1日     | 1988年8月1日       | 上川原町、拝島町                                               |
| 美堀町二丁目       | 1988年8月1日     | 1988年8月1日       | 上川原町、拝島町                                               |
| 美堀町三丁目       | 1983年8月1日     | 1983年8月1日       | 拝島町                                                         |
| 美堀町四丁目       | 1983年8月1日     | 1983年8月1日       | 拝島町                                                         |
| 美堀町五丁目       | 1983年8月1日     | 1983年8月1日       | 拝島町                                                         |
| 昭和町一丁目       | 1965年5月1日     | 1965年5月1日       | 宮沢町字上ノ原、大神町字古新田                                 |
| 昭和町二丁目       | 1965年5月1日     | 1965年5月1日       | 大神町字古新田、上川原町字はけ上、田中町字後小欠               |
| 昭和町三丁目       | 1965年5月1日     | 1965年5月1日       | 宮沢町字上ノ原・字ハケ下                                       |
| 昭和町四丁目       | 1965年5月1日     | 1965年5月1日       | 宮沢町字上ノ原、上川原町字はけ上                               |
| 昭和町五丁目       | 1965年5月1日     | 1965年5月1日       | 上川原町字はけ上、田中町字前小欠                               |
| 上川原町一丁目     | 1991年8月1日     | 1991年8月1日       | 上川原町、宮沢町、大神町                                       |
| 上川原町二丁目     | 1991年8月1日     | 1991年8月1日       | 上川原町、田中町、拝島町                                       |
| 上川原町三丁目     | 1991年8月1日     | 1991年8月1日       | 上川原町、大神町、田中町                                       |
| 大神町一丁目       | 1983年8月1日     | 1983年8月1日       | 大神町                                                         |
| 大神町二丁目       | 1983年8月1日     | 1983年8月1日       | 大神町、田中町、上川原町                                       |
| 大神町三丁目       | 1983年8月1日     | 1983年8月1日       | 大神町                                                         |
| 大神町四丁目       | 1983年8月1日     | 1983年8月1日       | 大神町                                                         |
| 松原町一丁目       | 1967年5月1日     | 1967年5月1日       | 拝島町字小欠・字山王林・字林ノ上、田中町字前小欠・字後小欠     |
| 松原町一丁目       | 1967年5月1日     | 1991年8月1日       | 拝島町、田中町                                                 |
| 松原町二丁目       | 1967年5月1日     | 1967年5月1日       | 拝島町字林ノ上                                                 |
| 松原町三丁目       | 1967年5月1日     | 1967年5月1日       | 拝島町字林ノ上                                                 |
| 松原町四丁目       | 1967年5月1日     | 1967年5月1日       | 拝島町字林ノ上・字松原上                                       |
| 松原町五丁目       | 1967年5月1日     | 1967年5月1日       | 拝島町字松原                                                   |
| 田中町一丁目       | 1982年8月1日     | 1982年8月1日       | 田中町、拝島町、上川原町                                       |
| 田中町二丁目       | 1982年8月1日     | 1982年8月1日       | 田中町、拝島町、大神町                                         |
| 田中町三丁目       | 1982年8月1日     | 1982年8月1日       | 田中町、拝島町                                                 |
| 田中町四丁目       | 1982年8月1日     | 1982年8月1日       | 田中町、拝島町                                                 |
| 緑町一丁目         | 1981年8月1日     | 1981年8月1日       | 拝島町                                                         |
| 緑町二丁目         | 1981年8月1日     | 1981年8月1日       | 拝島町                                                         |
| 緑町三丁目         | 1981年8月1日     | 1981年8月1日       | 拝島町                                                         |
| 緑町四丁目         | 1981年8月1日     | 1981年8月1日       | 拝島町                                                         |
| 緑町五丁目         | 1981年8月1日     | 1981年8月1日       | 拝島町                                                         |
| 拝島町一丁目       | 1980年8月1日     | 1980年8月1日       | 拝島町                                                         |
| 拝島町二丁目       | 1980年8月1日     | 1980年8月1日       | 拝島町                                                         |
| 拝島町三丁目       | 1980年8月1日     | 1980年8月1日       | 拝島町                                                         |
| 拝島町四丁目       | 1980年8月1日     | 1980年8月1日       | 拝島町、田中町                                                 |
| 拝島町五丁目       | 1980年8月1日     | 1980年8月1日       | 拝島町                                                         |
| 拝島町六丁目       | 1980年8月1日     | 1980年8月1日       | 田中町                                                         |
| 代官山一丁目       | 2024年8月1日     | 2024年8月1日       | 拝島町、上川原町、田中町                                       |
| 代官山二丁目       | 2024年8月1日     | 2024年8月1日       | 田中町、拝島町、大神町                                         |
| 代官山三丁目       | 2024年8月1日     | 2024年8月1日       | 拝島町、田中町                                                 |
| 郷地町             | 1954年5月1日     | 未実施             |                                                                |
| 福島町             | 1954年5月1日     | 未実施             |                                                                |
| 築地町             | 1954年5月1日     | 未実施             |                                                                |
| 中神町             | 1954年5月1日     | 未実施             |                                                                |
| 宮沢町             | 1954年5月1日     | 未実施             |                                                                |
| 大神町             | 1954年5月1日     | 未実施             |                                                                |

1. 1 2  立川基地跡地昭島地区土地区画整理事業（事業中）施行区域内においては、不動産登記上は従前の町区域のままである。
2. 1 2  町区域が僅かに存在するが、住所としては使用されていない。

#### 住宅団地
- 都市再生機構昭島つつじが丘ハイツ団地 - 1982年：昭島都市計画事業（一団地の住宅施設）
- 都営昭和郷団地 - 昭島都市計画事業（一団地の住宅施設）
- 都営拝島団地 - 昭島都市計画事業（一団地の住宅施設）
- 東京都住宅供給公社田中町団地 - 1983年：昭島都市計画事業（一団地の住宅施設）

### 人口
| |                                        |  |
| 昭島市と全国の年齢別人口分布（2005年） | 昭島市の年齢・男女別人口分布（2005年） |  |
| ■紫色 ― 昭島市 ■緑色 ― 日本全国 | ■青色 ― 男性 ■赤色 ― 女性              |  |
| 昭島市（に相当する地域）の人口の推移 \| 1970年（昭和45年） \| 75,662人 \| \| \| 1975年（昭和50年） \| 83,864人 \| \| \| 1980年（昭和55年） \| 89,344人 \| \| \| 1985年（昭和60年） \| 97,543人 \| \| \| 1990年（平成2年） \| 105,372人 \| \| \| 1995年（平成7年） \| 107,292人 \| \| \| 2000年（平成12年） \| 106,532人 \| \| \| 2005年（平成17年） \| 110,143人 \| \| \| 2010年（平成22年） \| 112,297人 \| \| \| 2015年（平成27年） \| 111,539人 \| \| \| 2020年（令和2年） \| 113,949人 \| \| |                                        |  |
| 総務省統計局 国勢調査より |                                        |  |
| 1970年（昭和45年） | 75,662人                               |  |
| 1975年（昭和50年） | 83,864人                               |  |
| 1980年（昭和55年） | 89,344人                               |  |
| 1985年（昭和60年） | 97,543人                               |  |
| 1990年（平成2年） | 105,372人                              |  |
| 1995年（平成7年） | 107,292人                              |  |
| 2000年（平成12年） | 106,532人                              |  |
| 2005年（平成17年） | 110,143人                              |  |
| 2010年（平成22年） | 112,297人                              |  |
| 2015年（平成27年） | 111,539人                              |  |
| 2020年（令和2年） | 113,949人                              |  |

#### 昼夜間人口
2005年の夜間人口は110,054人であるが、市外からの通勤者と通学生および居住者のうちの市内に昼間残留する人口の合計である昼間人口は100,508人で昼は夜の0.913倍の人口になる。夜間に比べて昼の人口は1万人ほど減ることになる。通勤者・通学者で見ると市内から市外へ出る通勤者32,224人、市外から市内へ入る通勤者は25,645人と通勤者では市外へ出る通勤者のほうがやや多く、また学生でも市外から市内へ入る通学生は2,124人で市内から市外に出る通学生5,091人と昼は市外へ流出する人数のほうが多い。東京都編集『東京都の昼間人口2005』平成20年発行150 - 151ページ　国勢調査では年齢不詳の者が東京都だけで16万人いる。グラフには年齢不詳のものを含め、昼夜間人口に関しては年齢不詳の人物は数字に入っていないので数字の間に誤差は生じる。

### 隣接自治体
東京都
- 東 - 立川市
- 西 - 八王子市高月町
- 北 - 福生市
- 南 - 八王子市、日野市

## 歴史

### 古代
平安時代
- 952年 - 洪水により多摩川上流の日原村の日原鍾乳洞に安置されていた大日如来像が玉川花井の島（大神の中州）に流れ着き、打ち上げられた尊像は村人らに拝まれるようになり、村人らは後にお堂を建てて坐像を安置した。そのため、この地域に拝島という地名が起こった。その後、滝山城（現・八王子市）築城時に、滝山城の鬼門よけとなる現在の位置に大日堂を遷し、坐像を祀った。

### 中世
戦国時代
- 1521年 - 多摩川対岸に滝山城が築城されると、城下町としての様相を呈してきた。

### 近世
安土桃山時代
- 1569年には武田信玄軍が拝島大師に陣を構え、武田勝頼らにより滝山城の北条氏照を攻撃した。
- 文禄年間に奥多摩街道と日光脇往還が交差するところに拝島宿が形成された。

江戸時代
- 1652年より八王子千人同心が日光勤番の任務をする際に、拝島の渡しを通り往来をしていたため、拝島宿は人馬の継ぎたて役となり、次第に宿場町として栄えてきた。
- 1685年には、多摩川右岸にあった作目村が洪水で流失し、村民が対岸の田中村（現在の田中町）付近に避難し、定着した。
- 文政改革期、拝島宿周辺に寄場組合村が結成され、拝島は近隣地域の組合村の親村として機能していた。
- 1811年、多摩川の洪水により築地村が全村流出。
- 1866年6月、名栗村（現・飯能市）などで蜂起した武州世直し一揆の支隊が多摩川の河原に集結し、築地の渡しで日野農兵隊と交戦となったが、一揆は鎮圧された。

### 近代
明治時代
この地域では明治時代末より製糸工場が相次いで操業を開始した。
- 1889年（明治22年）4月1日 - 神奈川県北多摩郡郷地村、福島村、築地村、中神村、宮沢村、大神村、上川原村、田中村、拝島村が成立。9ヶ村で中神村外八ヶ村組合を結成。
- 1893年（明治26年）4月1日 - 三多摩が東京府に移管。
- 1902年（明治35年）4月1日 - 拝島村が中神村外八ヶ村組合から分離独立。8ヶ村で中神村外七ヶ村組合に。

大正時代
大正時代に入ると市域一帯に桑が植えられるなど、養蚕業が特に盛んであった。
当時この地域は蚕種（カイコの卵）の生産を中心として、東京府内の生産高の3割近くを占め、全国的に見てもかなりの規模を誇る養蚕村となっていた。

### 近現代
昭和時代

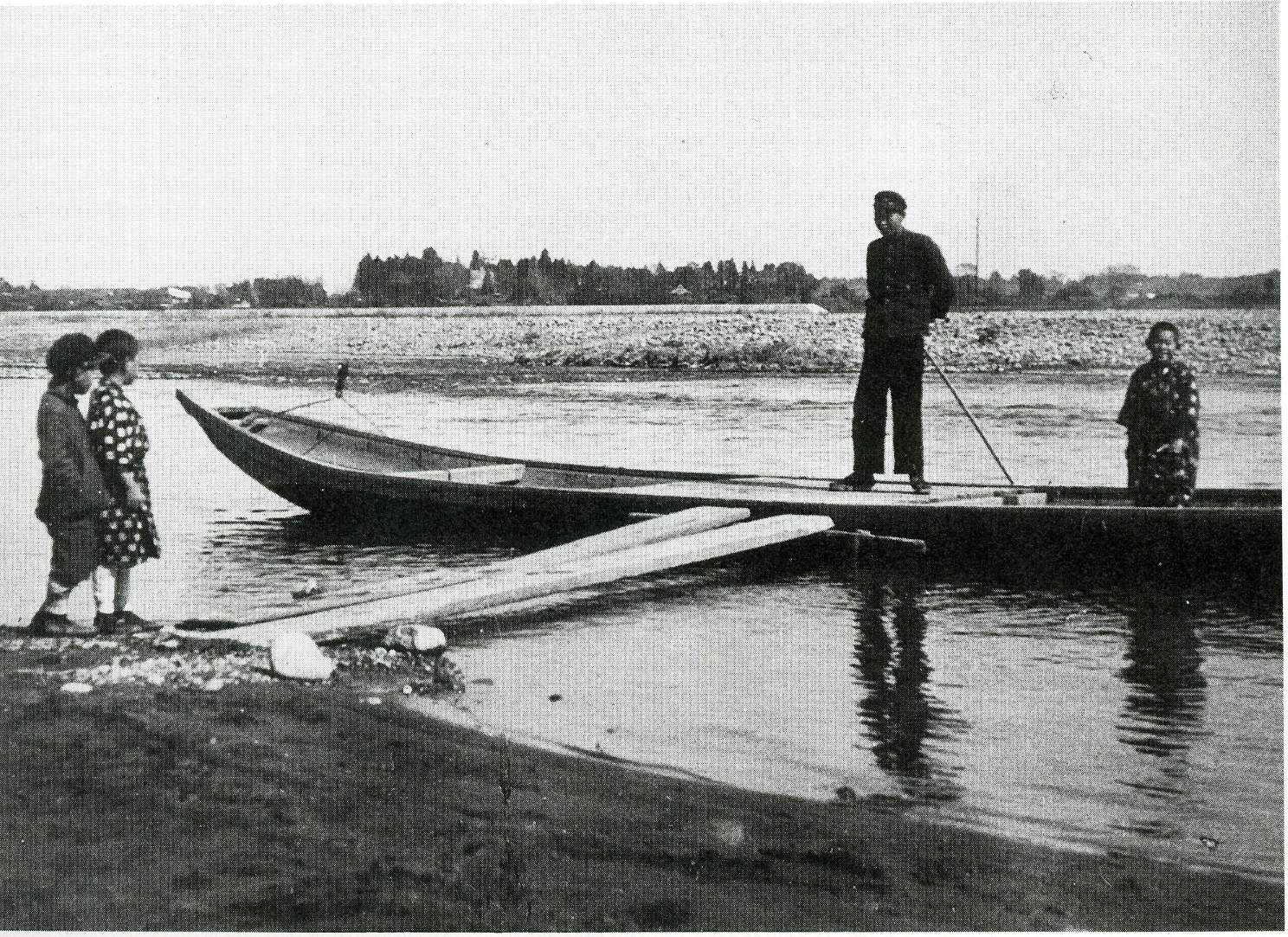
拝島の渡し（1936年）

昭和時代に入ると、生糸価格が急激に下落していったために養蚕農家の戸数は減少し、この地域で養蚕業はほとんど行われなくなった。
- 1922年に設置された立川飛行場が1933年に陸軍専用になったことを受け、立川飛行場に近かったこの地域は、航空機製造などの大規模な軍需工場が建設されるようになった。
- 1928年（昭和3年）1月1日 - 中神村外七ヶ村組合の8ヶ村が合併し昭和村に。
- 1939年に名古屋陸軍造兵廠の航空機部門が立川に移転し、陸軍航空工廠が開設すると、合わせて大規模な従業員住宅建設が行われることとなった。特に近代化された八清住宅周辺では市場や映画館などが作られて商業が活性化し、繁華街が形成されることとなった。
- 1941年（昭和16年）1月1日 - 昭和村が町制施行。昭和町に。

戦後は都心への通勤圏として近郊住宅地が発展し、大型団地建設などで人口がさらに増加し、ベッドタウンとなった。
- 1954年（昭和29年）5月1日 - 昭和町と拝島村が合併、昭島市発足（「昭」和+拝「島」の合成地名）。
- 1957年に制定された工場誘致条例によって工業団地が造成され、近年では電子機器などのハイテク産業が発展した。

### 現代
平成
- 2006年（平成18年）3月27日 - 群馬県館林市と「大規模災害時における相互応援に関する協定」を締結。

## 行政

### 市長
- 市長 - 臼井伸介（2016年10月21日就任、3期目）
- 市職員数 - 752人（2009年4月1日時点）
- 当初予算規模（2009年度） - 385.29億円（一般会計）、223.01億円（特別会計）

### 歴代首長
中神村外八ヶ村組合長
- 1 岩崎良右衛門　1889年4月〜1892年6月
- 2 青木伝七　1892年6月〜1893年1月
- 3 島田成徳　1893年1月〜1893年11月
- 4 中村半左衛門　1893年11月〜1897年11月
- 5 田村金十郎　1897年11月〜1902年3月
- 6 小町儀三郎　1902年4月〜1902年10月

中神村外七ヶ村組合長
- 1 小町儀三郎　1902年10月〜1910年4月
- 2 村田金蔵　1910年5月〜1914年5月
- 3 紅林七五郎　1914年6月〜1915年8月
- 4 西川伊左衛門　1915年9月〜1917年9月
- 5 伊藤彦三郎　1917年10月〜1921年10月
- 6 新藤犬太郎 1921年10月〜1927年12月

拝島村長
昭和村長
- 1 新藤犬太郎　1928年1月〜1940年12月

昭和町長
- 1 新藤犬太郎　1941年1月〜1942年3月
- 2 石川国太郎　1942年3月〜1945年10月
- 3 伊藤栄彦　1945年10月〜1954年5月

歴代市長
- 1954年5月 - 1956年10月　伊藤栄彦
- 1956年10月-1964年10月中村敬充
- 1964年10月-1976年10月新藤元義
- 1976年10月 - 1984年10月 皿島忍
- 1984年10月-1996年10月 伊藤僡彦
- 1996年10月-2016年10月 北川穣一
- 2016年10月 - 臼井伸介

※西暦は市長選実施の年

### 広域行政
- 東京都後期高齢者医療広域連合 - 高齢者の医療の確保に関する法律第48条の規定に基づいて東京都の後期高齢者医療制度を取り扱う自治体や東京都によって運営されている後期高齢者医療広域連合。
- 東京市町村総合事務組合 - 東京都の全市町村（26市5町8村）で組織する複合的一部事務組合。
- 東京都十一市競輪事業組合 - 八王子、武蔵野、青梅、調布、町田、小金井、小平、日野、東村山、国分寺および本市の11市で京王閣競輪を開催している。
- 東京都六市競艇事業組合 - 八王子、武蔵野、調布、町田、小金井、および本市の6市で江戸川競艇を開催している。
- 東京たま広域資源循環組合 - 多摩地域のあきる野市、日の出町、檜原村、奥多摩町を除く25市1町で、日の出町にある二ツ塚処分場の運営やエコセメント事業を実施している。
- 立川・昭島・国立聖苑組合 - 公営火葬場。立川、国立、および本市の３市で立川聖苑を運営。
- 西多摩衛生組合 - 青梅、福生、羽村の各市と瑞穂町で構成。可燃ごみ処理のため加入を申し入れたが、市内の清掃センターを延命改修することを決定し[1]、2018年11月16日に参加見送りを通知。これに対して組合構成自治体側も、加入拒否を同月26日に通知した[2]。
- 広域連携サミット - 立川市と隣接する周辺市（立川、小平、日野、国分寺、国立、福生、東大和、武蔵村山および本市）による広域連携推進協議会。広域連携のあり方について意見交換を行っている。

## 議会

### 市議会
- 定数 - 22人
- 任期 - 2023年5月1日 - 2027年4月30日[3]
- 議長 - 髙橋 誠（自由民主党昭島市議団）（2025年5月19日就任）[4]
- 副議長 - 渡辺純也（公明党昭島市議団）（2025年5月19日就任）[4]

| 会派名                                   | 議席数 | 議員名（◎は代表者）                                     |
| ---------------------------------------- | ------ | ------------------------------------------------------- |
| 自由民主党昭島市議団                     | 6      | ◎小林浩司、美座孝明、安保満、髙橋誠、三田俊司、木﨑親一 |
| 公明党昭島市議団                         | 5      | ◎吉野智之、松原亜希子、渡辺純也、赤沼泰雄、大島博       |
| 日本共産党昭島市議団                     | 3      | ◎佐藤文子、大野史、奥村博                               |
| 都民ファーストの会・立憲民主党昭島市議団 | 3      | ◎油座政子、日恵野貴之、八田一彦                         |
| みらいネットワーク                       | 2      | ◎青山秀雄、林麻衣子                                     |
| 無会派                                   | 3      | 永井充、中尾文人、南雲隆志                              |
| 計                                       | 22     |                                                         |

（2025年5月20日現在）

### 都議会
- 2021年東京都議会議員選挙
  - 選挙区 - 昭島市選挙区
  - 定数 - 1人
  - 任期 - 2021年7月23日 - 2025年7月22日
  - 投票日 - 2021年7月4日
  - 当日有権者数 - 93,486人
  - 投票率 - 38.18％

| 候補者名 | 当落 | 年齢 | 党派名             | 新旧別 | 得票数   |
| -------- | ---- | ---- | ------------------ | ------ | -------- |
| 内山真吾 | 当   | 41   | 都民ファーストの会 | 現     | 16,078票 |
| 安保満   | 落   | 59   | 自由民主党         | 新     | 12,158票 |
| 永元香子 | 落   | 49   | 日本共産党         | 新     | 6,820票  |

- 2017年東京都議会議員選挙
  - 選挙区 - 昭島市選挙区
  - 定数 - 1人
  - 投票日 - 2017年7月2日
  - 当日有権者数 - 92,715人
  - 投票率 - 47.17％

| 候補者名 | 当落 | 年齢 | 党派名             | 新旧別 | 得票数   |
| -------- | ---- | ---- | ------------------ | ------ | -------- |
| 内山真吾 | 当   | 37   | 都民ファーストの会 | 新     | 24,639票 |
| 中村豪志 | 落   | 41   | 自由民主党         | 新     | 12,544票 |
| 奥村博   | 落   | 66   | 日本共産党         | 新     | 5,897票  |

### 衆議院
- 選挙区：東京25区（青梅市・昭島市・福生市・あきる野市・羽村市・西多摩郡）
- 任期：2021年10月31日 - 2025年10月30日
- 投票日：2021年10月31日
- 当日有権者数：413,266人
- 投票率：54.90％

| 当落 | 候補者名 | 年齢 | 所属党派   | 新旧別 | 得票数    | 重複 |
| ---- | -------- | ---- | ---------- | ------ | --------- | ---- |
| 当   | 井上信治 | 52   | 自由民主党 | 前     | 131,430票 | ○    |
|      | 島田幸成 | 53   | 立憲民主党 | 新     | 89,991票  | ○    |

## 国家機関

### 法務省
- 国際法務総合センター
  - 東日本成人矯正医療センター
  - 東日本少年矯正医療・教育センター
  - 東京西法務少年支援センター
  - 矯正研修所
  - 公安調査庁研修所
  - 国連アジア極東犯罪防止研修所

### 農林水産省
- 旧東京農政事務所昭島多摩統計・情報センター - 組織改編により2011年10月に立川地方合同庁舎へ移転した。

### 防衛省
- 独立行政法人駐留軍等労働者労務管理機構横田支部

## その他公的機関
- 東京都産業労働局産業サポートスクエア・ＴＡＭＡ　（テクノプラザ、テクノプラザ別館、インキュベーションオフィス・ＴＡＭＡ）
- 東京都立多摩職業能力開発センター
- 地方独立行政法人東京都立産業技術研究センター多摩テクノプラザ
- 公益財団法人東京都中小企業振興公社多摩支社

## 施設

### 警察
本部
- 警視庁 昭島警察署 - 管轄地域は市域一円。

交番
- 昭島駅前交番（昭島市昭和町2丁目）
- 拝島駅前交番（昭島市松原町4丁目）
- 福島交番（昭島市東町5丁目）
- 東中神駅前交番（昭島市玉川町1丁目）
- 小荷田交番（昭島市拝島町2丁目）
- 多摩大橋交番（昭島市中神町3丁目）

駐在所
- 玉川駐在所（昭島市玉川町5丁目）
- 中神駐在所（昭島市中神町）
- 大神駐在所（昭島市大神町3丁目）
- 拝島駐在所（昭島市拝島町1丁目）
- 堀向駐在所（昭島市代官山1丁目）
- つつじが丘駐在所（昭島市つつじが丘3丁目）

地域安全センター
- 東町地域安全センター（昭島市東町4丁目）

### 消防
消防は市町村の責任業務であるが、本市は多摩地域の多くの自治体と同様に東京消防庁へ業務を委託している。
よって、昭島市の消防の責務業務は、消防団活動、並びに消火栓・消火器等の設置・管理・維持といった程度である。
1998年12月に東京消防庁昭島消防署が設置されるまで立川消防署の管轄であったが、これは自治体消防発足時の1948年に立川地区消防本部が立川市、昭和町（現・昭島市）、谷保村（現在の国立市）で構成されていたことに由来する。（現在でも国立市の消防の管轄は立川消防署である）
本部
- 第八消防方面本部昭島消防署（松原町1-14-1）指揮隊、ポンプ隊2、はしご隊、救急隊1（衛星通信車1※総務省消防庁より車両を移管。昭島第1小隊と乗換で運用　車両記号 - YT）

消防署
- 昭和出張所（もくせいの杜1-118-2）ポンプ隊2、救急隊1
- 大神出張所（つつじが丘3-2-2）ポンプ隊2（特別消火中隊）、救急隊1

### 医療
主な病院
- 恩賜財団東京都同胞援護会昭島病院（東京都指定二次救急医療機関）
- うしお病院（東京都指定二次救急医療機関）
- 太陽こども病院（東京都指定二次救急医療機関）
- 東京西徳洲会病院（東京都指定二次救急医療機関）
- 竹口病院（救急告示医療機関）
- あきしま相互病院
- 昭和の杜病院

### 郵便局
主な郵便局
- 昭島郵便局

### 図書館
主な図書館
- 昭島市民図書館 - 2020年3月 本館がアキシマエンシス（昭島市教育福祉総合センター）内に移転し開館。
  - 昭島市民図書館 昭和分館
  - 昭島市民図書館 緑分館
  - 昭島市民図書館 やまのかみ分室
- 移動図書館 もくせい号

過去に存在した図書館
- 昭島市民図書館 本館（東町2-6-33） - 都道拡幅計画に伴い、本館機能を新たな複合施設へ移転することとなり、2019年12月28日に閉館した。
  - 昭島市民図書館 つつじが丘分室（新幹線電車図書館） - 実際に運用されていた0系東海道新幹線を日本で初めて2次利用したもので、元国鉄職員だった市民が整備し汽笛やヘッドライト点灯・行き先掲示板などが動き、子どもたちを楽しませた。 2020年3月閉館。
  - 昭島市民図書館 松原分館 - 1993年7月に緑会館へ移転のため閉館。新たに緑分館として開館した。

### 文化施設
博物館
- 昭島市郷土資料室 - 2020年3月 アキシマエンシス（昭島市教育福祉総合センター）内に移転し6月に開設。2002年に開館し2019年11月に閉館した移転前の郷土資料室（昭島市役所昭和町分室）内にて展示していた化石や土器、民具の展示に加え、新たにＩＣＴを活用したデジタルミュージアムとして生まれ変わり、超大型スクリーンにクジラをストーリーとした大迫力ＣＧ映像等が上映されている。入場無料。
- 家具の博物館 - フランスベッド創業者池田実により開設され、2004年に当地へ移転。収納具、照明具、暖房具、容飾具、飲食具、座臥具等を収蔵。有料。

美術館
- 彫刻銀河 - 2005年3月31日に、昭島市市制50周年記念として総合スポーツセンター（旧都立多摩スポーツ会館）中庭に6点、館内に1点の彫刻が常設された。
- 昭島・昭和の森　武藤順九彫刻園 - 2019年6月9日に、昭和の森樹林地内に開園。

### 交流施設
- 昭島市民会館（2023年4月から2026年3月まで「FOSTERホール」フォスター電機によるネーミングライツ）
- 昭島市公民館 - 昭島市民会館と同じ建物内にある。
  - 玉川会館
  - 朝日会館
  - 富士見会館
  - 大神会館
  - 昭和会館
  - 拝島会館
  - 緑会館
  - 堀向会館
  - 福島会館
  - やまのかみ会館
  - 武蔵野会館
- 勤労商工市民センター
- 保健福祉センター（あいぽっく）
- 朝日町高齢者福祉センター
- 松原町高齢者福祉センター
- 拝島町高齢者福祉センター
- 松原町コミュニティセンター
- 青少年交流センター
- 児童センター「ぱれっと」
- 環境コミュニケーションセンター

### 運動施設
- 昭島市総合スポーツセンター（旧東京都立多摩スポーツ会館）
- みほり体育館
- 市民プール
- 昭島市民球場（2022年4月より「S&D 昭島スタジアム」）

## 対外関係

### 姉妹都市・提携都市

#### 国内
友好都市
- 岩泉町（東北地方 岩手県 下閉伊郡）
  - 2014年（平成26年）10月 - 友好都市提携締結

災害時相互応援協定
- 館林市（関東地方 群馬県）
  - 2006年（平成18年）3月27日 - 災害時相互応援協定締結

## 経済

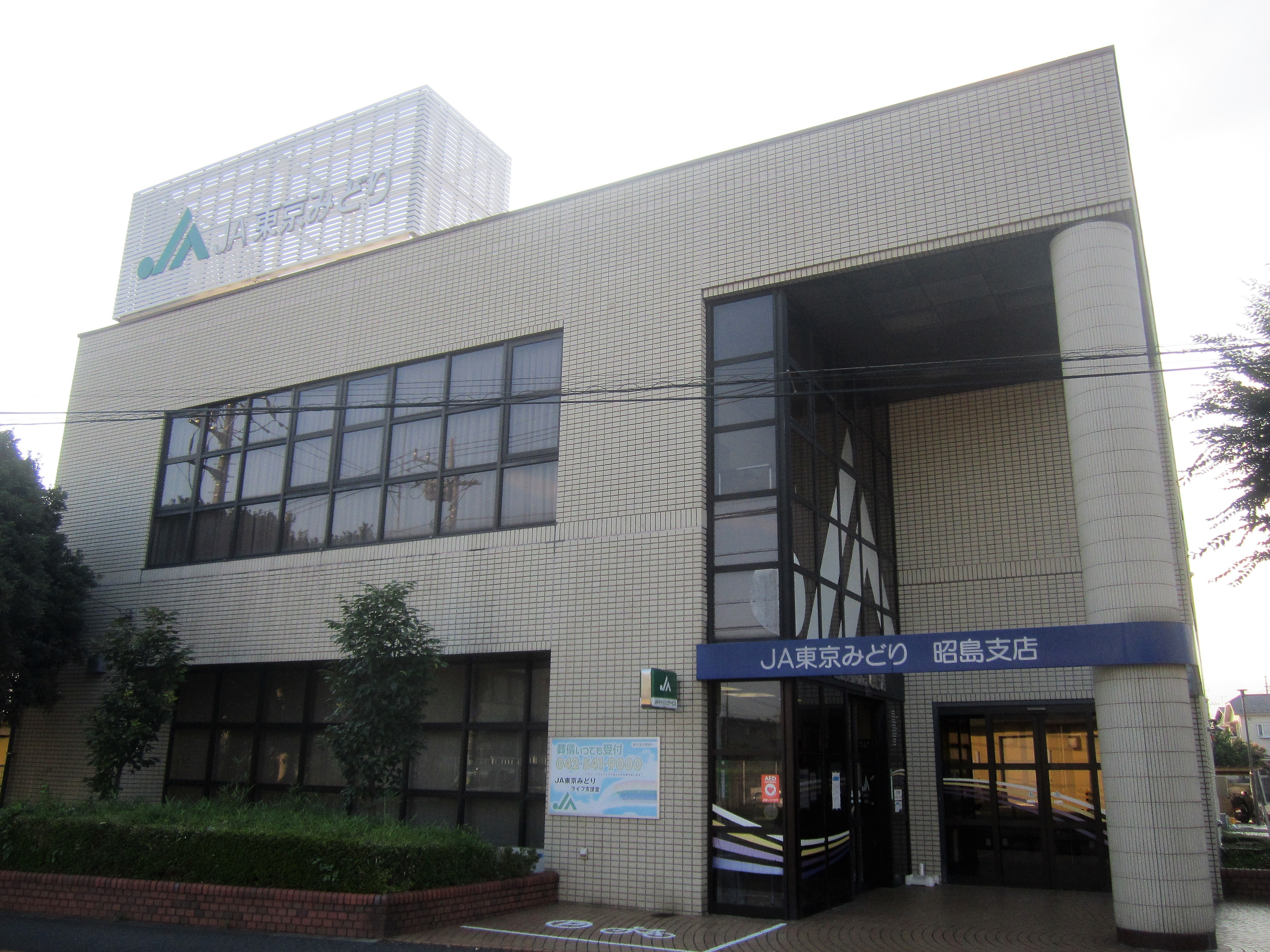
JA東京みどり 昭島支店

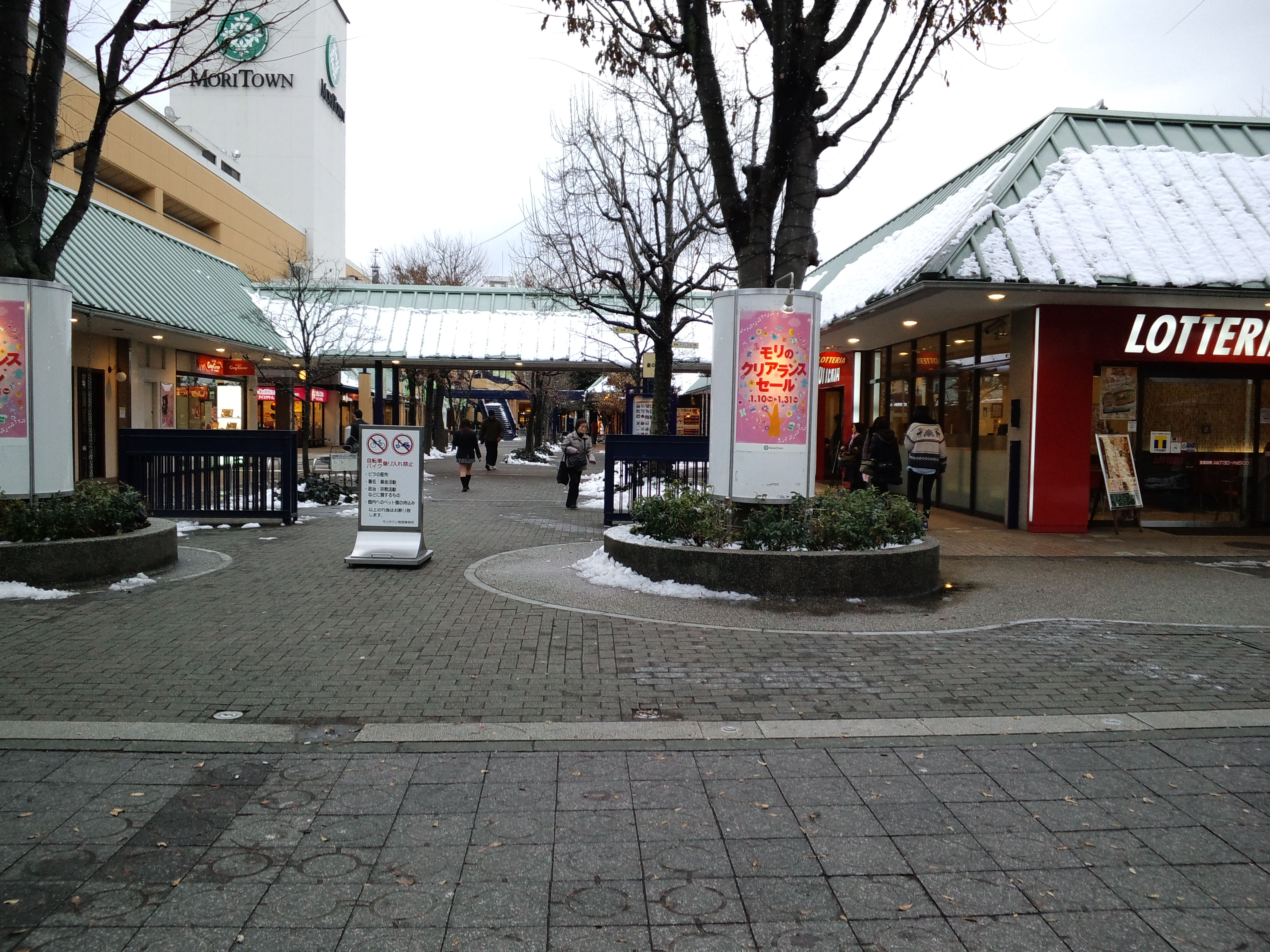
モリタウン

### 第一次産業

#### 農業
市内の果樹園では多摩川梨を主に生産。伝統野菜である拝島ねぎは江戸東京野菜として指定され、保存会が生産を続けている。採卵鶏の養鶏により市内で生産された鶏卵は「美味くて多摩卵」という名称でブランド化されている。 市内で生産された米は、市と昭島市米生産者組合の協働により、市内の小中学校や保育園の給食にも供給され、昭島市産業まつりでも販売されている。
農業協同組合
- 東京みどり農業協同組合（JA東京みどり）
  - 本店（地域振興部）
  - 昭島支店
  - みどりっ子昭島店（昭島地区農産物直売所）
- 全国農業協同組合連合会東京都本部(JA全農東京)
  - 昭島流通センター
- 農林中央金庫
  - 昭島センター

#### 漁業
- 全国漁協オンラインセンター

### 第二次産業

#### 工業
市内の製造業は戦前の軍需産業に端を発し、戦後に工場誘致条例が制定されたことから、大企業や、その流れをくむ中小規模の工場が多く所在する。中神駅の北側地域に工業集積地を形成しており、電子部品・デバイス製造業、電気製品製造業、情報通信機器製造業が多く立地している。

#### 中神工業団地
- HOYA昭島工場
- 日本電子本社・昭島製作所
- 日本航空電子工業昭島事業所
- フランスベッド東京事業部東京工場（登記上の本店）
- ワイエイシイホールディングス本社
- グリコマニュファクチャリングジャパン東京工場
- 敷島製パンパスコ東京多摩工場
- エンドウ東京本社・東京工場（登記上の本店は大阪市中央区）

#### 昭島駅北側の地域
- 昭和飛行機工業本社
- フォスター電機本社
- IHI 昭島事務所
- スリーボンドファインケミカル昭島工場
- 三井E&S昭島研究所
- 栗田工業クリタイノベーションハブ

#### 拝島駅南側の地域
- リガク本社・東京工場

#### 上記以外の市域内事業所
- イムラ 昭島事業所
- ダイカスケール

#### 市域内から移転した事業所
- ナガセ本社工場  - 市内で創業し、1980年に本社工場を武蔵村山市へ移転。
- ベジテック
- 日本ヒューレット・パッカード昭島事業所（昭島工場） - 工場で生産されたパソコンを「東京生産」(MADE IN TOKYO)モデルとして販売し、販売店向けの工場見学ツアーを定期的に開催していた[9]。2016年6月からは日野市に移転[10] している。
- 山櫻産業昭島工場
- タチエス本社 - 技術・モノづくりセンターと機能を集約するため、2022年12月に青梅市へ移転した。

### 第三次産業

#### 商業
- 東京都商工会連合会

主な商業施設
- モリタウン - 昭和飛行機都市開発系列のショッピングモール
  - イトーヨーカドー昭島店（旧・エスパ昭島店）- モリタウンの核店舗。
- エコス - 中神町に本社を置くスーパーマーケットチェーン。
  - エコス昭島店、TAIRAYA中神店、TAIRAYA築地店、TAIRAYA拝島店
- ザ・ビッグ昭島店（旧・ジャスコ昭島店）
- ロピア昭島アクロスプラザ店
- ヤオコー西武立川駅前店 - 住所は美堀町。
- フーコット昭島店 - ヤオコーグループのディスカウントスーパー２号店（都内初出店）。
- マルフジ東中神店、昭島市役所通り店
- いなげやina21昭島中神店
- マミーマート生鮮市場TOP昭島中神店
- ビッグ・エー昭島朝日町店
- 業務スーパー昭島店
- オーケー昭島店
- オザム昭島拝島店
- カインズ昭島店（旧・メッセ昭島）
- ケーズデンキ昭島店
- ヤマダデンキテックランド昭島店
- 島忠ホームズ昭島店
- ニトリ昭島モリタウン店
- 三多摩綜合食品卸売市場
- モリパーク・アウトドアヴィレッジ - アウトドアに特化した昭和飛行機都市開発系列の複合商業施設
- フォレスト・イン昭和館 - ホテルオークラサービスを取り入れた昭和飛行機都市開発系列のリゾートホテル
- 昭島ステーションホテル 東京（旧・ホテルS&Sモリタウン） - 昭和飛行機都市開発系列のビジネスホテル
- MOVIX昭島 - 松竹系シネマコンプレックス
- 西多摩運送　本社

指定金融機関
- 多摩信用金庫・西武信用金庫・東和銀行3行庫による輪番制

主な金融機関
- 三井住友銀行昭島支店
- りそな銀行昭島支店
- 東和銀行昭島支店
- 西武信用金庫
  - 拝島支店
  - 昭島支店
  - 中神支店
- 青梅信用金庫　
  - 昭島支店
  - 中神支店
- 多摩信用金庫
  - 昭島支店
  - 拝島支店
  - 郷地支店
  - 昭島駅前支店

## 生活基盤

### ライフライン

#### 電力
- 東京電力

#### ガス
都市ガス
昭島ガスが市内を網羅している。

#### 上下水道
上水道
本市は市営水道をもつ。都内では唯一、水道水を地下150 - 200メートルから汲み上げる地下水で100％賄っている。そのため、周辺自治体より基本料金が安く、日本水道協会水道料金表によれば、2004年4月1日現在の10万人 - 30万人未満の都市における家事用水道料金は、国内では静岡県沼津市に次ぐ安さである。
拝島駅南口、昭島駅南口、中神駅北口、東中神駅南口および市役所本庁舎敷地内に、「ちかっぱー給水スポット」が設けられている。
給水は市町村の事業であるが、多摩地域では多くの自治体が東京都水道局の直営事業となっている（東京都水道局がこれらの自治体に事務委託していた時期があるが、2003年度から2012年度にかけて順次、委託を解消した）。2016年度現在、独自で行っているのは、本市と武蔵野市、羽村市、檜原村の4市村だけである。ただし、万一の渇水に備えて東京都水道局から緊急受水できるようになっている。
下水道
公共下水道は昭島市が、流域下水道は東京都下水道局が、それぞれ設置・管理している。
市内（郷地町）にある昭島市クリーンセンターは1958年に発足した「立川・昭島衛生処理組合」のし尿処理施設として設置されたが、し尿処理量の減少に伴い規模が縮小され、組合の解散とともに施設の大部分が解体された。現在はし尿の希釈放流施設として稼働する。
市内（宮沢町）には、東京都の多摩川上流水再生センターがある。青梅市、昭島市、福生市、羽村市、瑞穂町の大部分と立川市、武蔵村山市、奥多摩町の一部の下水処理を行っている。

#### 電信
- NTT東日本

市外局番
- 市外局番 - 042（市内全域）

#### ケーブルテレビ
- J:COM 多摩

#### コミュニティ放送局
- エフエムラジオ立川

## 教育

### 高等学校
都立
- 昭和高等学校
- 拝島高等学校 - 毎年制作される巨大はり絵は同校の伝統となっている。

私立
- 啓明学園高等学校

### 中学校
市立
- 昭和中学校
- 福島中学校
- 瑞雲中学校
- 清泉中学校
- 拝島中学校
- 多摩辺中学校

私立
- 啓明学園中学校

### 小学校
市立
| - 東小学校 - 共成小学校 - 富士見丘小学校 - 武蔵野小学校 - 玉川小学校 - 中神小学校 - つつじが丘小学校（2016年4月、つつじが丘北小学校とつつじが丘南小学校を統合し、開校） | - 光華小学校 - 成隣小学校 - 田中小学校 - 拝島第一小学校（2015年4月、拝島第四小学校を統合） - 拝島第二小学校 - 拝島第三小学校 |

私立
- 啓明学園初等学校

### 専門学校
- 東京西の森歯科衛生士専門学校

### 職業能力開発校
- 東京都立多摩職業能力開発センター

### 閉校
- かつて、東京都立短期大学昭島キャンパスが存在した。当時の石原慎太郎都知事の方針により2005年に開学した首都大学東京に統合される形で、2008年3月31日をもって閉学となった。

## 交通

### 鉄道

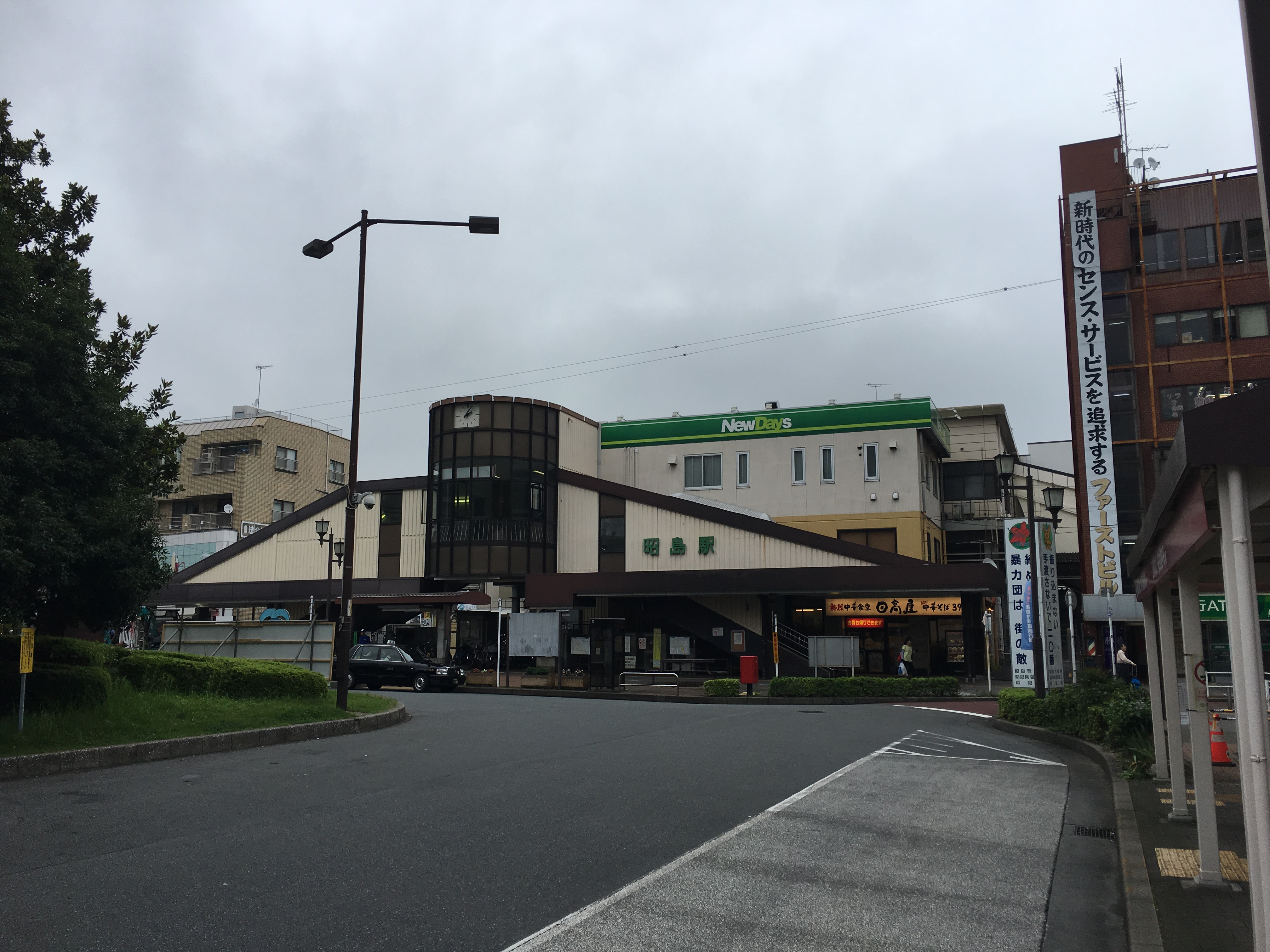
昭島駅

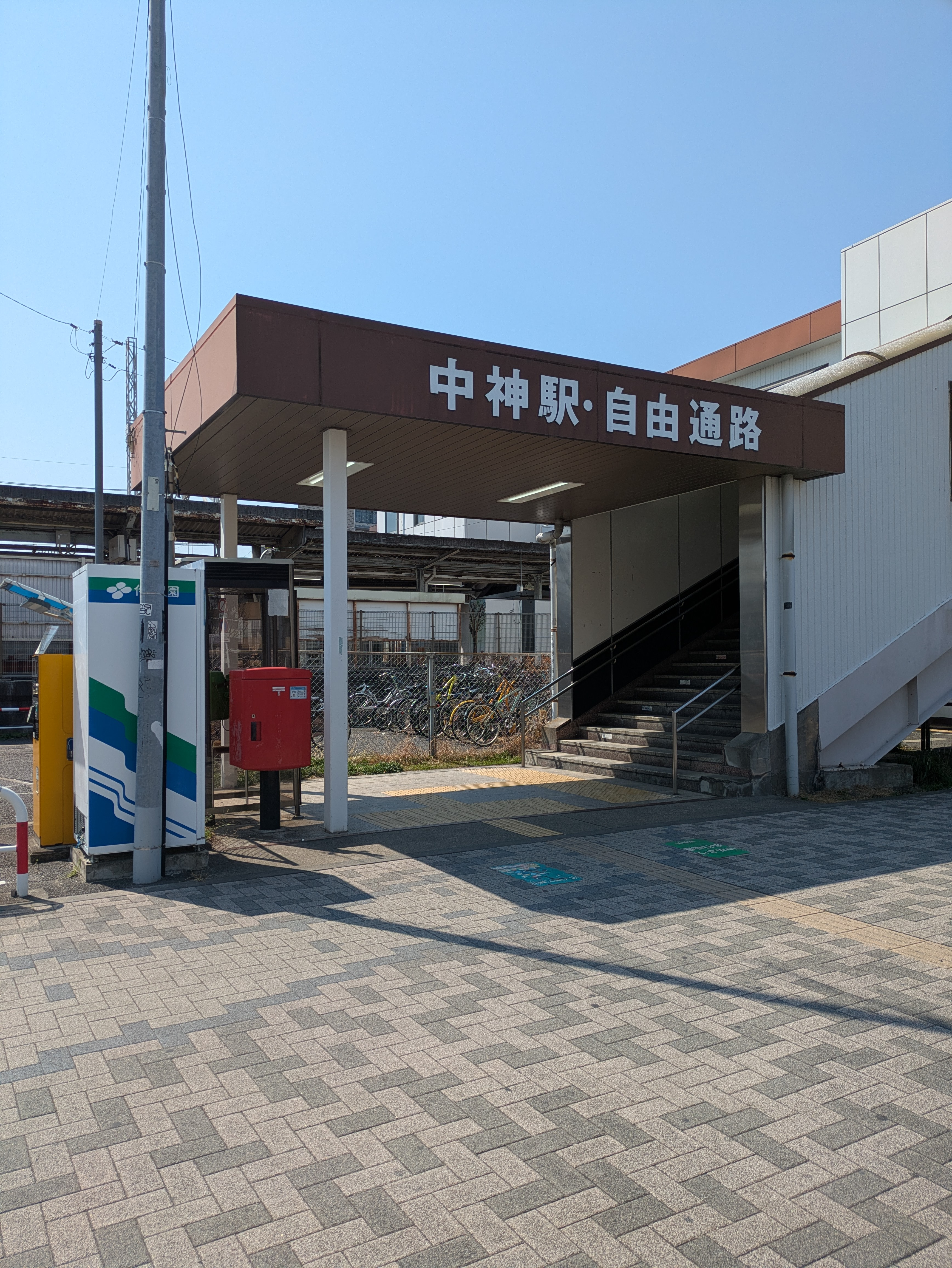
中神駅

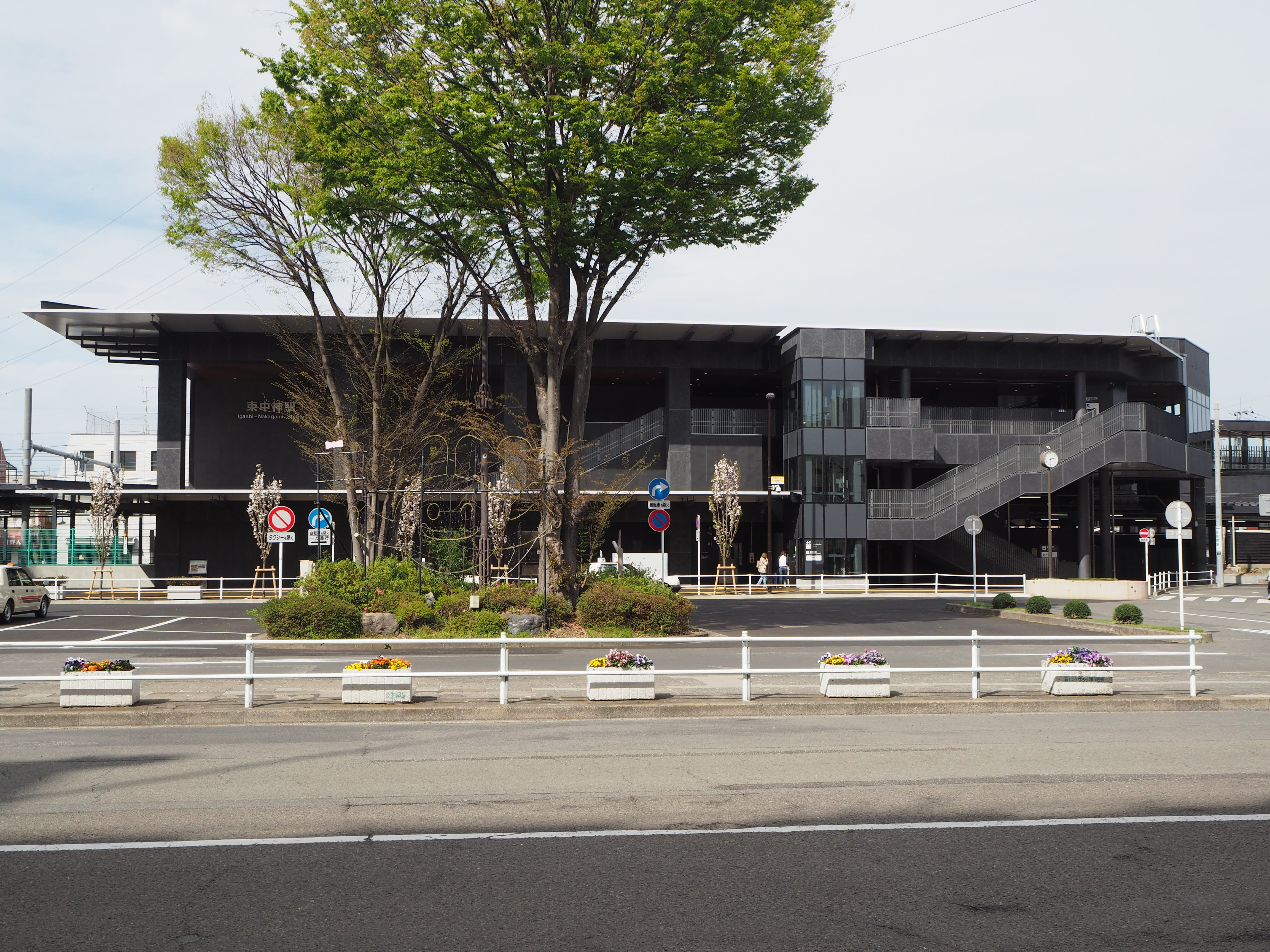
東中神駅

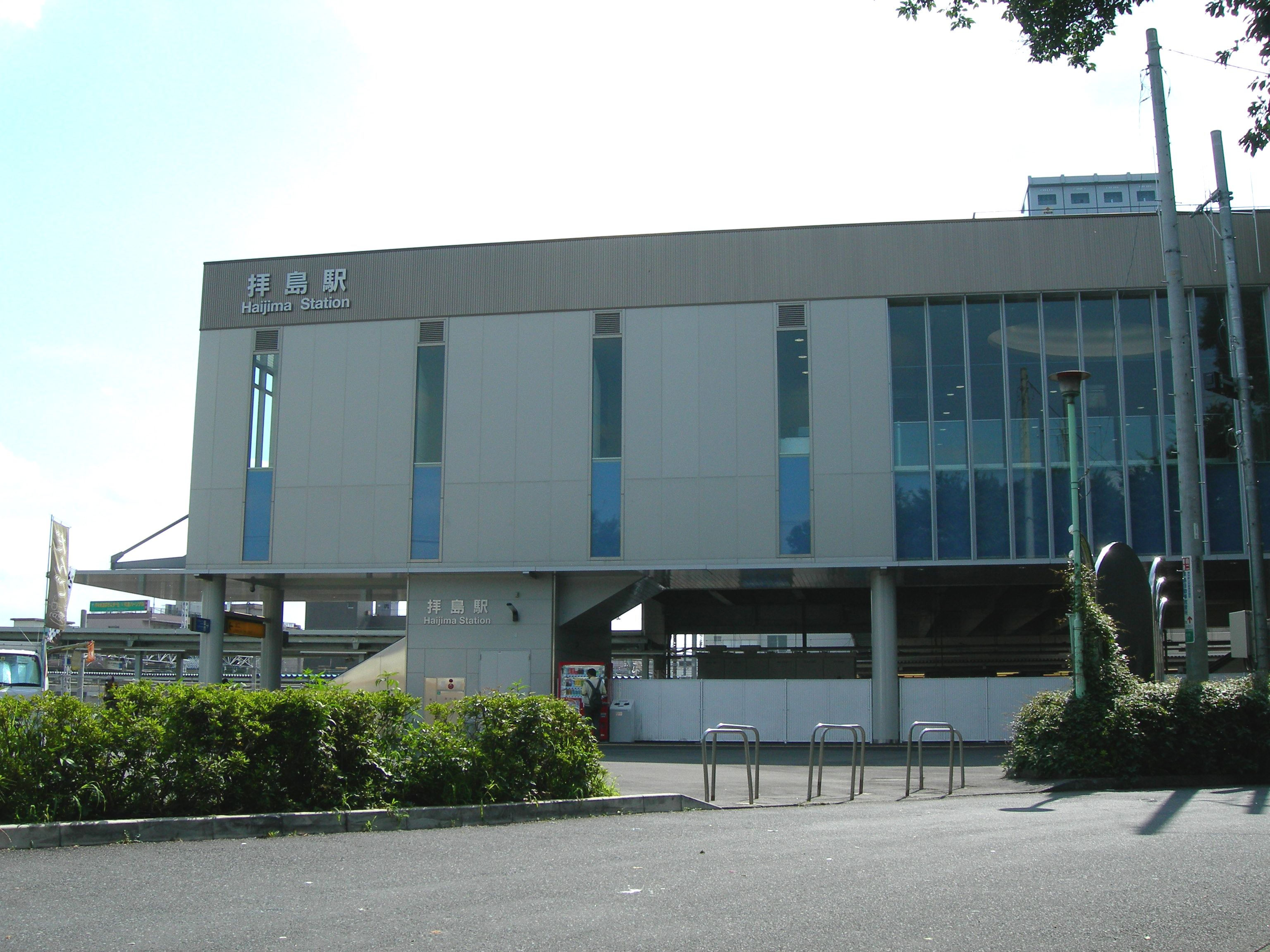
拝島駅

#### 鉄道路線
東日本旅客鉄道（JR東日本）
 青梅線
- - 拝島駅 - 昭島駅 - 中神駅 - 東中神駅 - （西立川駅） -

 五日市線
- 拝島駅 -

■八高線
- - 拝島駅 -

西武鉄道
 拝島線
- 拝島駅 -
- 西武立川駅（立川市）が市境近くに所在し、駅南口ロータリーの一部が美堀町に跨っている。

### バス

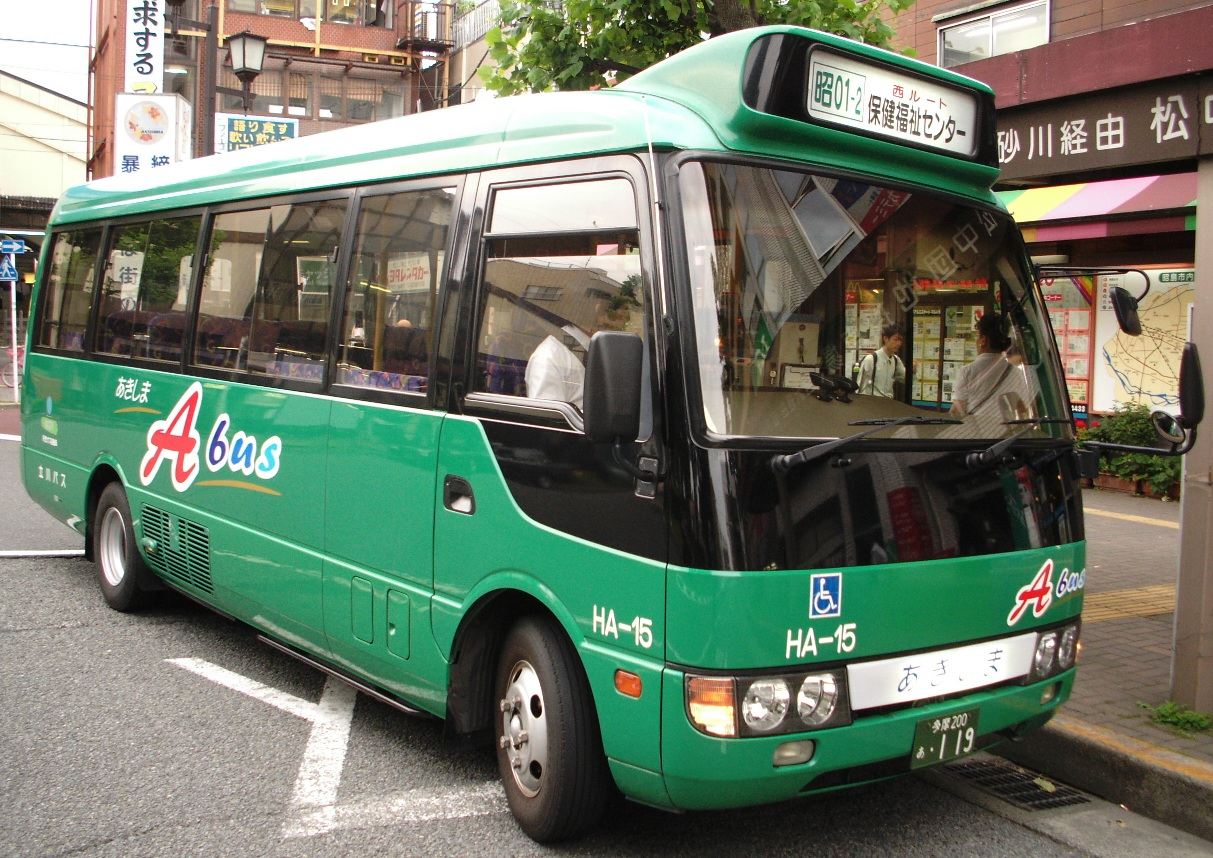
昭島Aバス

#### 路線バス
- 西武バス
- 立川バス
- 西東京バス
- 昭島市コミュニティバス＜Aバス＞

立川バスへ業務委託している。
- 立川市コミュニティバス＜くるりんバス＞

立川バスへ業務委託している。ルートの一部が昭島市内を通行する。
西砂ルート（昭島駅北口 - フォレスト・イン昭和館 - 美堀橋 - 西武立川駅南口 - リサイクルセンター南 - 松中団地操車場）

### 道路

#### 国道
- 国道16号（東京環状）

#### 都道
主要地方道
- 東京都道29号立川青梅線（奥多摩街道・新奥多摩街道[15]）
- 東京都道59号八王子武蔵村山線（多摩大橋通り・東文化通り[15]）

一般都道
- 東京都道151号東中神停車場線（福島通り[15]）
- 東京都道152号中神停車場線（中神停車場通り[15]）
- 東京都道153号立川昭島線（奥多摩街道・福島通り・江戸街道[15]）
- 東京都道162号三ツ木八王子線（諏訪松中通り[15]）
- 東京都道220号昭島停車場熊川線（江戸街道・美堀通り[15]）

### ナンバープレート
- 1985年に八王子自動車検査登録事務所（八王子ナンバー）が開設されて以降、多摩自動車検査登録事務所（多摩ナンバー）対象自治体としては最も西に位置する。南隣の八王子市、日野市、北隣の福生市以西は八王子ナンバーとなる。

## 観光

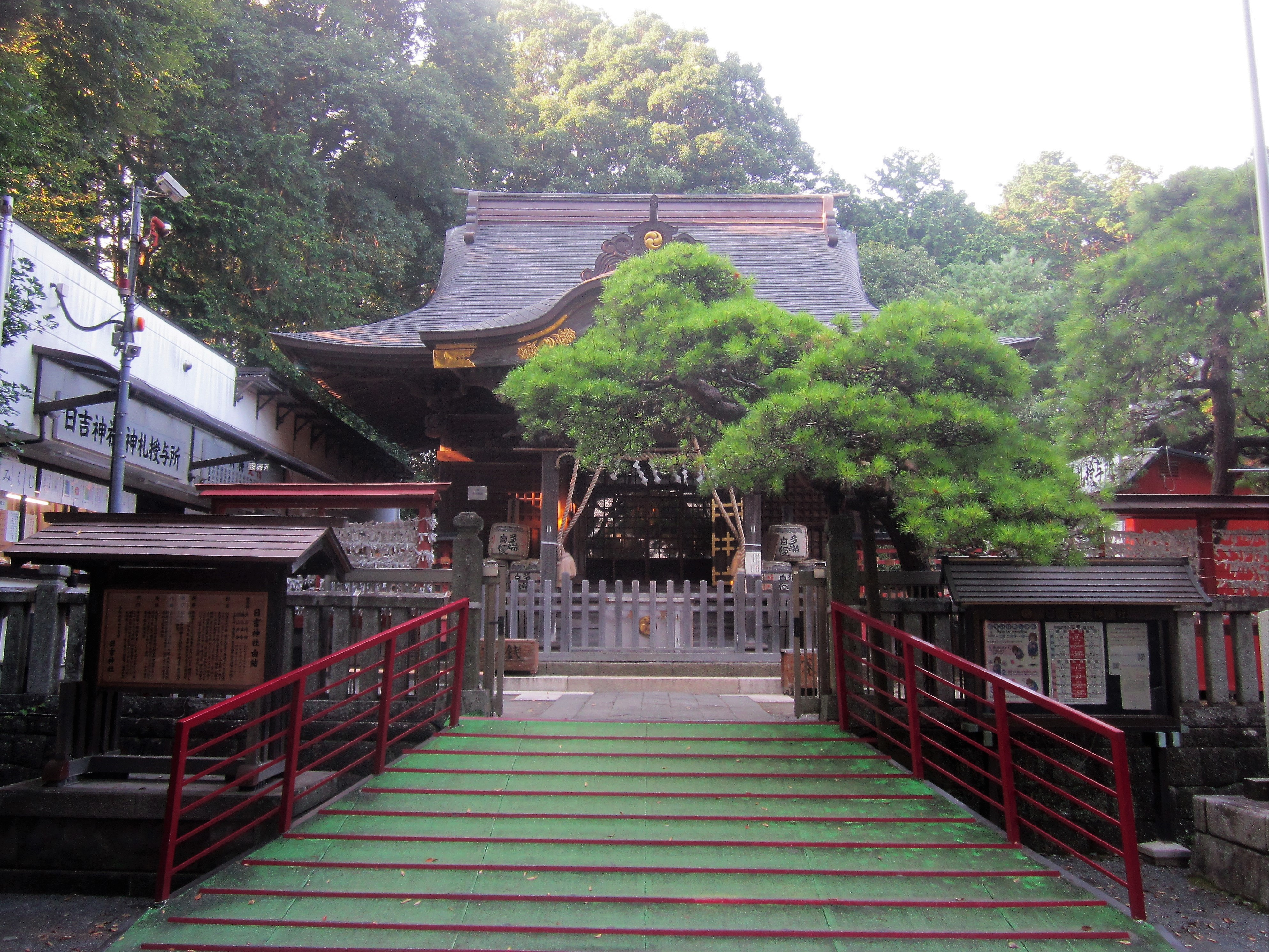
日吉神社

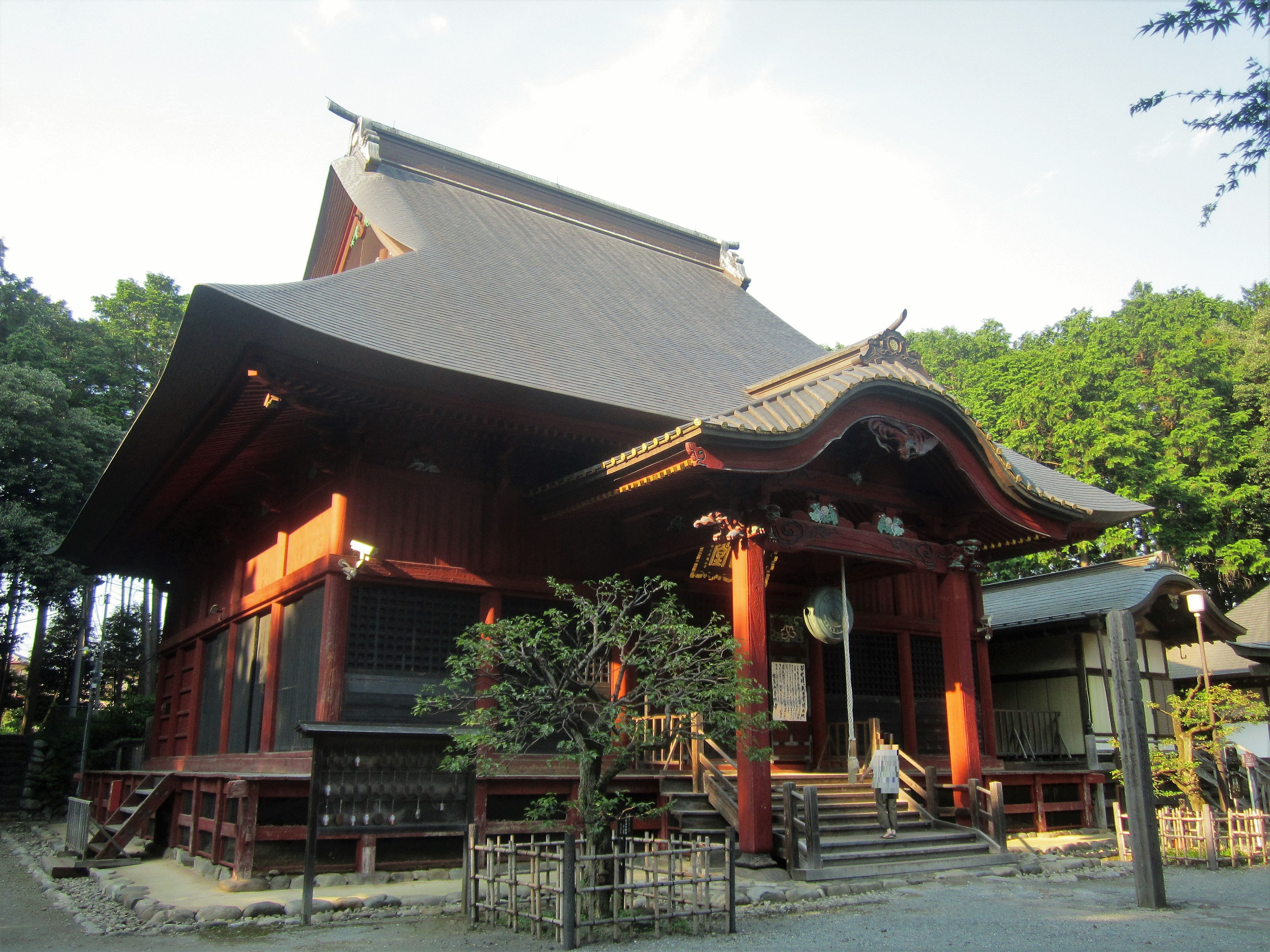
普明寺大日堂

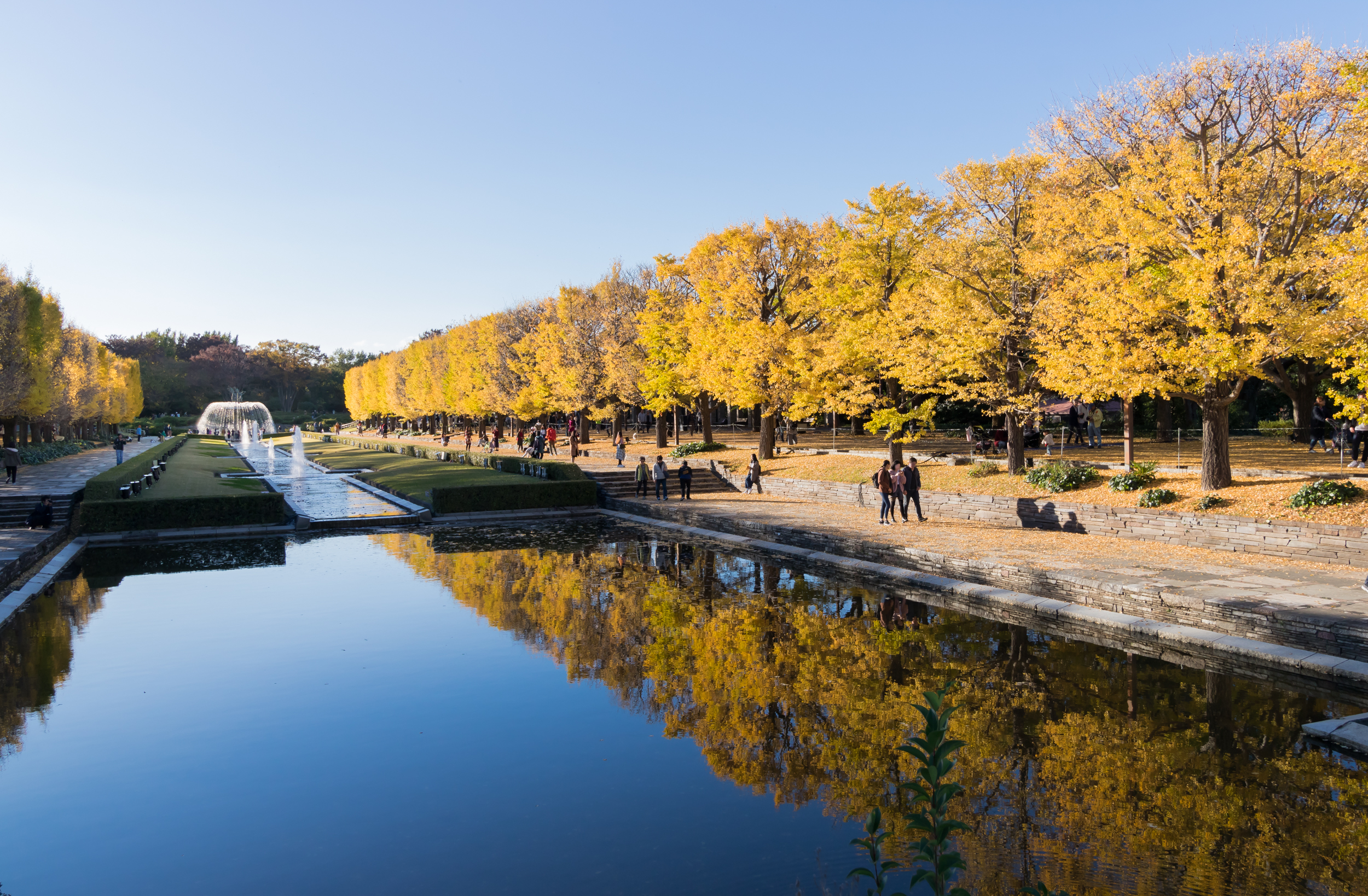
国営昭和記念公園

2011年に昭島観光まちづくり協会が設立される。同年に公益社団法人日本観光振興協会が創設した「第4回産業観光まちづくり大賞」の『奨励賞』を受賞した。

### 名所・旧跡
主な神社
- 郷地稲荷神社（郷地町） - 境内にある樹齢400年の大けやきは市指定天然記念物。
- 福島神社（福島町） - 市指定無形民俗文化財「福島ばやし」の伝承地。
- 昭和天満宮（玉川町） - 地元自治会の有志団体により管理され、8月に大祭及び玉川町八清地区での神輿巡行を実施。
- 十二神社（玉川町） - 1811年の多摩川洪水で流失した旧築地村が当地近辺へ移る際に、高台へ遷座。その後都道新設のため2002年に当地へ移る。
- 中神日枝神社（中神町） - 熊野神社に奉納される獅子舞が立寄る慣習が残る。
- 熊野神社（中神町） - 境内にある推定樹齢400年の大公孫樹は市指定天然記念物。本殿及び拝殿は市指定有形文化財。都指定無形民俗文化財「中神の獅子舞」の伝承地。
- 諏訪神社（宮沢町） - 境内の湧水は東京都環境局が選定した東京の名湧水57選。宮沢の地名の由来となる。
- 駒形神社（大神町） - 武田軍の滝山攻めの際に焼失したと伝承される。
- 惣十稲荷神社（昭和町） - 病に伏した旧上川原村村民に肥後熊本の稲荷が乗り移り、富士塚にお宮を建てるように言われ、惣十稲荷を建てたところ、村民の病が治ったという言い伝えが残る。
- 上川原日枝神社（上川原町） - 市内を流れる野水堀の源流点。
- 田中稲荷神社（田中町） - 1760年に旧田中村中央部にあたる浄土二千四番地に稲荷神を勧請。1869年に田中寺の隣地に遷宮。1940年に都道敷設予定地となり当地へ遷宮。
- 日吉神社（拝島町） - 本殿彫刻、拝殿格天井花鳥画70面、板壁絵2面、幣殿杉戸絵4面（一括で市指定有形文化財）。市指定無形民俗文化財「拝島日吉神社祭礼囃子」の伝承地。
- 神明神社（拝島町） - 正平年間（1346～1369年）に新田義貞の家臣三津田源之進が御神体を奉じて祭祀したと伝えられる。境内には石臼を集めた石臼塚が建てられ祀られている。
- 拝島天神社（拝島町） - 文禄年間（1592～1595年）に谷保天満宮から分霊を勧請して創建。春に境内の梅の花が見ごろになる。収穫された梅の一部を使用しクラフトビールも製造されている。[18]

主な寺院
- 宝積寺（郷地町） - 境内の墓地に江戸時代末期の俳人で月廼野露草双紙（市指定有形文化財）を著した不老軒宇多々の墓所がある。
- 広福寺（福島町） - 境内にある樹齢500年の大松は市指定天然記念物。福島村二代目領主の旗本内藤源左衛門藤原正頼 （正久）墓所は市指定旧跡。
- 眞覺寺 （玉川町）- 目黄不動尊の名で知られる。
- 福巌寺（中神町） - 創建以前に立川氏が館を構えていたと伝えられる。奥多摩街道に面する石垣に防空壕跡が残る。
  - 恵日庵（中神町） - 中神村外七ヶ村組合役場が置かれていた。
- 阿弥陀寺（宮沢町） - 多摩四国八十八箇所霊場の一つ。
- 観音寺（大神町） - かつて東勝寺と称し、現在の東勝庵の地にあったと伝えられる。武田軍の滝山攻めの際に焼失した後に再建され、寺号を観音寺と改められた。
  - 東勝庵（大神町） - 武田軍の滝山攻めの際に焼失した東勝寺跡地に建つ。
- 龍田寺（上川原町） - 痢病尊として知られる。
- 田中寺（田中町） - かつて等外庵と号し、累代尼僧が庵主と勤めていた。1942年に田中寺に改称。
- 円福寺（拝島町） - 滝山城主北条氏照の重臣石川土佐守が創建した大日八坊のうち現存する寺院の一つ。
- 本覚院（拝島大師）（拝島町）- 本覚院は大日八坊のうち現存する寺院の一つ。正月2日3日のだるま市が賑わう。
- 普明寺（拝島町） - 大日八坊のうち現存する寺院の一つ。所蔵する山王祭礼図絵は市指定有形文化財。
  - 大日堂（拝島町）- 建物は市指定有形文化財。堂内の木造大日如来坐像、木造釈迦如来坐像、木造阿弥陀如来坐像は、いずれも東京都指定有形文化財。境内には、仁王門（市指定有形文化財）、内に木造金剛力士立像（東京都指定有形文化財）、拝島のフジ（東京都指定天然記念物）、おねいの井戸（市指定旧跡）がある。
- 龍津寺（拝島町） - 天井板絵五五面及び杉戸絵一六面は市指定有形文化財。天井板絵の竜図と花卉図は文人画家大岡雲峰作。龍津寺南側のはけから流れ出て下の川へ注ぎ込む湧水群は東京都環境局が選定した東京都名湧水57選。

主な史跡
- 玉川上水 国の指定史跡。際に玉川上水緑道が付いている。
- 旧三井家拝島別邸（啓明学園北泉寮）東京都指定有形文化財。関東大震災後、三井八郎右衛門高棟により、現在の首相官邸の所在地にかつて建築されていた鍋島直大侯爵邸を移築したもの。
- 九箇村用水樋管跡、九箇村用水取水口跡 九箇村（拝島村、田中村、大神村、宮沢村、中神村、築地村、福島村、郷地村、立川の柴崎村）各村を通る灌漑用水（立川堀）のための取水口。1911年築造。
- 西川家旧別邸蔵 - 国登録有形文化財。旧中神村で生糸を製造していた「西川製糸」創業者の西川伊左衛門によって建てられた「初期の本格的な鉄筋コンクリート造建築の希少例」の蔵。[19] なお、西川家別邸そのものは江戸東京たてもの園へ移築されている。[20]
- 1964東京オリンピック自転車競技記念碑 - 10月14日のロードレース団体競技における自転車競技第二関門地点。[21]

主な遺跡
- 浄土古墳 - 市指定史跡。

### 観光スポット
- 歴史の散歩道スタンプラリー板[22]　市内の史跡めぐりが楽しみながらできるように、スタンプラリー板が設置されている。レリーフ状になっており、スタンプ板の上に紙を当てて鉛筆などでこすると、史跡の絵などが写し出される。設置場所となる史跡は以下のコースに分かれている。
  - Ａコース（拝島地区）拝島分水、拝島大師本覚院、円福寺、大日堂仁王門金剛力士立像、拝島のフジ、おねいの井戸、大日堂、日吉神社、普明寺、龍津寺、拝島天神社
  - Ｂコース（上川原・大神・田中地区）富士塚・惣十稲荷、上川原日枝神社、龍田寺、大神駅跡、東勝庵、おこり地蔵、ひぎり地蔵、駒形神社、浄土古墳、田中寺
  - Ｃコース（築地・中神・宮沢地区）十二神社、眞覺寺、築地の地名由来石碑、中神日枝神社、福巌寺、観音堂恵日庵、熊野神社、諏訪神社、阿弥陀寺
  - Ｄコース（郷地・福島地区）昭和公園、郷地稲荷神社、宝積寺、大六天社（第六天社）、向宿の子持地蔵、広福寺、井戸出の清水、福島神社
  - Ｅコース（多摩川自然散策）九ヶ村用水取水口跡、拝島の渡し跡、平の渡し跡、アキシマクジラ出土地、築地の渡し跡
  - Ｆコース（玉川上水散策）拝島分水取水口、こはけ橋から拝島上水橋へ、美堀橋から松中橋へ
  - Ｇコース（昭島駅北口）設置個所なし
- 昭和の森いちょう並木 - 歩行者専用通路としては国内最長(414m)のいちょう並木。[23]
- 拝島駅に隣接した市道北143号踏切は2009年5月末日まで127 mと日本最長であったが、拝島駅改修に合わせた構内通路による代替をもって廃止された。

レジャースポット
- 国営昭和記念公園 - 昭和天皇御在位五十年記念事業の一環として、1979年（昭和54年）11月の閣議決定に基づき、国が設置・管理している都市公園。西立川駅が最寄りとなる西立川口ゲートおよび、東中神駅が最寄りとなる昭島口ゲートが本市内に所在する入場口。
- 昭島市立昭和公園 - 1949年[24]（1948年とも[25][26]）に昭和町営綜合運動場として開設[25]。総合スポーツセンター、昭島市民球場、陸上競技場、テニスコート、動物園、D51形蒸気機関車 (D51 451) の展示などがある[24]。
- 多摩川緑地くじら運動公園 - 自由広場、ソフトボール場、テニスコート、サッカー場、野球場を併設する。アキシマクジラの化石発見場所に隣接する。堤防に八高線列車正面衝突事故モニュメントがある。
- 大神公園[27] - 野球場とサッカー場を併設。天正時代に八王子城を視察した徳川家康がここを渡って川越方面に向かったという伝承がある。
- 拝島公園[27] - 大日堂、日吉神社をはじめ文化財や史跡がたくさんある静かな公園。東京都が選出した新東京百景の一つ。
- 昭島市エコ・パーク - 環境コミュニケーションセンターを取り囲む生態系に配慮した、環境にやさしい公園として位置づけ「武蔵野の自然環境再生のシンボル拠点」として整備した公園。[28]
- 昭和の森ゴルフコース
- 多摩川サイクリングコース
- 昭島モリタウンMOVIX前ガーデンステージ - 旧よしもとゲームアミュージアム内に設置されていた列車付き劇場「よしもとギャグライド」の搭乗用プラットホームを転用したイベントステージ。

## 文化・名物

### 祭事・催事
- 拝島大師初縁日だるま市（1月2日～3日）[12]
- 新春たこあげ大会（1月）[29]
- 新春駅伝競走大会（1月）[29]
- たま工業交流展・たまロボットコンテスト（2月）[30]
- 拝島天神社　梅の見頃（2月末～3月上旬）[12]
- 熊野神社中神の獅子舞（4月上旬）[12]
- あきしま環境緑花フェスティバル（4月～5月上旬）[29]
- 拝島公園　拝島のフジの見頃（4月末～5月上旬）[12]
- あきしま郷土芸能まつり（5月）[12]
- 昭島市民くじら祭（8月）[12]- 8月の土日に開催。模擬店、ステージ、パレードからなる市民祭。
- 花火大会（夢花火） - 昭島市民くじら祭の初日夜に開催。昭島市民球場から2000発の花火を打ち上げる。
- 敬老大会・いきいき健康フェスティバル（9月）[29]
- 日吉神社例大祭（榊祭）（9月19日近くの土日曜日） - 巨大な榊御輿を男達が夜通し担ぎ練り歩く奇祭。榊祭は、東京都指定無形民俗文化財。
- 市民スポーツ・レクリエーションフェスティバル[29]
- 昭島ブランド・フードグランプリ（11月）
- 昭島市産業まつり（11月）[12]
- 青少年フェスティバル（11月）[29]
- 昭島矯正展[31]
- まちコンあきしま
- 昭島市／福生市／羽村市 街めぐりクイズラリー

### アキシマクジラ
1961年8月、市内のJR八高線多摩川橋梁近くでクジラの化石が発見された。同種類のクジラが他に発見されていないため、和名「アキシマクジラ」と命名された。発掘当初はおよそ500万年前と推定されていたが、科学の進歩により現在では160万年前の地層から出土したとされている。100万年以上前のクジラの全骨格がほぼ完全な形で発掘されたのは、世界でも初めてだと言われている。世界的に貴重な資料として、まず国立科学博物館新宿分館に、続いて群馬県立自然史博物館に移されて研究され、2018年1月にコククジラ類の新種として学名 Eschrichtius akishimaensis（エスクリクティウス・アキシマエンシス）の名で新種として記載された。2020年完成予定の昭島市教育福祉総合センターに全身骨格レプリカと化石の一部が展示される。このほか、昭島市の多摩川周辺ではアケボノゾウの足跡の化石や多摩川オオカミなどの骨格の化石、貝類の化石、貝類の生痕化石（サンドパイプ）、メタセコイア（和名アケボノスギ）の化石や炭化樹木などが出土している。
後述の昭島市民くじら祭はアキシマクジラの化石が発掘された事に因み、開催された。また、市内にはアキシマクジラにちなんだ「くじらロード」や、2020年3月に開館した市立図書館「アキシマエンシス」などがある。新種認定にちなんだイベントやグッズ展開も活発になっている。

### スポーツ

#### 野球
- ABC東京野球クラブ（JABA）

#### サッカー
- 東京蹴球団（東京都社会人サッカーリーグ）

#### ラグビー
- クリタウォーターガッシュ昭島（リーグワン・3部）

#### ダンス
- 多摩っ子バブルス

#### クリケット
- 西関東クリケット協会（一般社団法人日本クリケット協会・「クリケットのまち」を目指す昭島市と協力して普及活動を実施。）

### 名物
- 拝島ハイボール - 拝島駅前商店会の加盟店舗にて提供。東京都産業労働局が開催する第16回東京商店街グランプリにて「拝島ハイボール事業」が優秀賞を受賞した。

### 昭島市公式キャラクター
- アッキー&アイラン[37]
- ちかっぱー[37]

## 出身関連著名人

### 出身著名人

#### 文化
- 小熊英二 - 社会学者・慶應義塾大学教授
- 秋山靖浩 - 法学者・早稲田大学教授
- 小山高生 - アニメ脚本家
- 白石昌則 - 『生協の白石さん』の書籍がベストセラーに
- 増田康宏 - 将棋棋士・六段

#### 芸能
- 三田明 - 歌手
- 小林文彦 - 俳優
- 松本典子 - 元アイドル
- DJ SHUHO - KICK THE CAN CREWのDJとして参加
- 石川静 - 声優
- くまいもとこ - 声優
- 井上大地 - ギタリスト
- Keyco - ソウルシンガー
- 比佐一成 - 俳優
- ヤハラリカ - モデル、女優、タレント、MC
- 桂笹丸 - 落語家
- 吉沢亮 - 俳優。多摩辺中学校卒業。

#### スポーツ
- アジャコング - プロレスラー。多摩辺中学校卒業。
- 若國一男 - 元力士
- ジャッジ金子 - プロレスレフェリー
- 鹿又智成 - 総合格闘家
- 石川はじめ - 元プロレスラー
- 小泉訓 - 元プロサッカー選手
- 真野亮二 - プロサッカー選手
- 海老原一佳 - 元プロ野球選手
- 坂本洋道 - ラグビー選手
- 西野湧喜 - プロレスラー元SPWF元DDT
- 三浦颯太 - プロサッカー選手
- 廣木雄磨 - 元プロサッカー選手
- 佐合尚人 - 空手家。2020年東京オリンピック空手代表
- 山谷拓志 - 元アメリカンフットボール選手、実業家。
- スタンボー華 - 女子サッカー選手

#### その他
- 鈴木俊一 - 自治庁事務次官、内閣官房副長官、元東京都知事（在任期間 - 1979年 - 1995年）

### 観光親善大使
- Yucca - 歌手。2011年に昭島市観光親善大使に任命。[38]
- 宝井一凜 - 講談師。2015年に昭島市観光親善大使に就任。[39]
- 桂笹丸 - 落語家。2024年に昭島市観光親善大使に就任。[40]

### ゆかりのある人物
- 河林満 - 作家。福島県いわき市生まれ
- 福山雅治 - シンガーソングライター。18歳の時に、拝島に住んでいた。
- 東野純直 - 歌手。拝島でラーメン店「支那ソバ 玉龍」を2023年5月7日まで経営していた。
- 田中雅美 - タレント、元競泳選手（平泳ぎ）。高校進学とともに上京した際、昭島市に住んでいた。
- 河上和雄 - 弁護士、元東京地検特捜部長。日本テレビの報道番組『真相報道 バンキシャ!』内で、一時期在住していたことがあると発言した。
- 大石真 - 児童文学作家、昭島市に長く居住し作家活動をしていた。
- 水野良樹 - ミュージシャン、幼少期に在住。いきものがかりのリーダーで、ギターを担当。
- 堀川りょう - 声優。出身地の大阪府枚方市から昭島市に越していた。

## 昭島市を舞台とした作品

### 音楽
- LAUNDRY-GATEの想い出（松任谷由実）

### 漫画
- ハッピー・マニア（安野モヨコ）
- 高校球児ザワさん（三島衛里子）
- 昭島スーサイド☆クラブ（菅原キク）

### アニメ
- 映画 ゆるキャン△（C-Station）

### ドラマ
- TRICK - 登場人物・上田次郎の出身地は拝島という設定
- トライアングル - 出演・江口洋介、稲垣吾郎ほか。作中に出てくる病院のシーンの多くは市内の東京西徳洲会病院。
- 医龍-Team Medical Dragon- - 出演・坂口憲二、水川あさみ、小池徹平、稲森いずみほか。作中に出てくる病院のシーンの多くは東京西徳洲会病院。
- 凪のお暇 - 出演・黒木華、高橋一生ほか。くじらロード商店会をロケで使用。

### 映画
- 帝都物語 - 市内昭和の森内にオープンセットを設け撮影された。
- パンとバスと2度目のハツコイ - 立川バスの撮影協力のもと、立川バス拝島営業所で撮影された。

### 小説
- 架空犯 - 昭島市が舞台のひとつで、「都立昭島高校」と言う架空の学校が登場する。